# Claudio Baeza
Claudio Andrés Baeza Baeza (* 23. Dezember 1993 in Los Ángeles) ist ein chilenischer Fußballspieler. Der Mittelfeldspieler spielt seit 2019 in der Nationalmannschaft Chiles. Auf Vereinsebene wurde der mit Spitznamen Serrucho genannte Baeza dreimal nationaler Meister.

## Karriere

### Verein
Claudio Baeza kam 2012 von der Jugend in die Profimannschaft des CSD Colo-Colo. Im August 2012 debütierte er beim 0:0-Unentschieden gegen die CD Santiago Wanderers, allerdings blieb das sein einziger Ligasaisoneinsatz bei den Profis und er spielte häufig in der Copa Chile sowie in der B-Mannschaft des Klubs. Über die Zeit erkämpfte sich Baeza einen Startelfplatz und war ab der Saison 2013/14 nicht mehr aus dem Team wegzudenken. Bis 2018 gewann Baeza drei Meisterschaften, ein Mal den Pokal und zwei Mal den Supercup mit den Albos. Danach wechselte der 1,71 m große Baeza nach Saudi-Arabien zu al-Ahli, wo sein früherer Trainer Pablo Guede jetzt auf der Bank saß. Nach nur sechs Monaten und nach der Entlassung Guedes wechselte Baeza zum Club Necaxa nach Mexiko, bei dem bereits mehrere Chilenen unter Vertrag standen.
Zur Saison 2021 unterschrieb Baeza einen Vertrag beim Ligakonkurrenten Deportivo Toluca, bei dem er ab 2022 das Team als Kapitän auf das Spielfeld führte. Im Januar 2025 wechselte Baeza nach Argentinien zu Vélez Sarsfield.

### Nationalmannschaft
Claudio Baeza debütierte im November 2014 für die Nationalmannschaft unter Reinaldo Rueda beim 0:0-Unentschieden im Freundschaftsspiel gegen Argentinien. Baeza kam in elf Partien in der Qualifikation zur Weltmeisterschaft 2022 zum Einsatz, doch die La Roja konnte sich als Siebter der Südamerikagruppe nicht für das Endturnier in Katar qualifizieren. Baeza wurde zudem von Martín Lasarte in den Kader für die Copa América 2021 berufen, kam jedoch bei dem Turnier nicht zum Einsatz.
Bereits 2013 hatte Claudio Baeza die U-20 Chiles bei der Südamerikameisterschaft repräsentiert und sich mit dem vierten Turnierplatz für die Weltmeisterschaft in der Türkei qualifiziert. Baeza absolvierte bei der Südamerikameisterschaft fünf, bei der Weltmeisterschaft drei Spiele. 2014 nahm Baeza am Turnier von Toulon teil.

## Erfolge
CSD Colo-Colo
- Chilenischer Meister: 2013/14-C, 2015/16-A, 2017-T
- Chilenischer Pokalsieger: 2016
- Supercup-Sieger: 2017, 2018